# Jadwiga Šanderová
Jadwiga Šanderová (* 21. dubna 1950 Praha) je česká socioložka a filozofka působící v Institutu sociologických studií UK. Zabývá se teoriemi a výzkumem sociálních nerovností.

## Život
Vystudovala sociologii na Filozofické fakultě Univerzity Karlovy v Praze. Po krátkém uplatění v aplikovaném výzkumu působila v Ústavu pro filosofii a sociologii ČSAV (později Sociologickém ústavu AV ČR). V roce 1992 přešla na Fakultu sociálních věd Univerzity Karlovy, kde kromě základních kursů sociologie přednáší o teoriích sociální stratifikace, které jsou hlavním předmětem jejího profesního zájmu. Od roku 2004 působila také na Fakultě humanitních studií Univerzity Pardubice. Napsala odborné publikace Sociální stratifikace. Problém, vybrané teorie a výzkum (2000), Jak číst a psát odborný text ve společenských vědách (2007) a Sociální konstrukce nerovností pod kvalitativní lupou (2010). Publikovala také kratší texty v odborných časopisech a sbornících.

## Dílo

### Jak číst a psát odborný text ve společenských vědách
Kniha je věnovaná základním zásadám, jichž je dobré se držet při psaní odborného textu. Čtenáře seznámí se základními žánry společenskovědní odborné stati, s drobnými informačními žánry, s tím, jak se vede obrazový aparát a jak dostát pravidlům publikační etiky. Jadwiga Šanderová se snaží ukázat smysl a racionální jádro jednotlivých zásad a formulovat je spíše jako obecnější doporučení, jimiž je užitečné se řídit, než jako příkazy (jednoznačné směrnice), jež je třeba bezduše plnit.

### Sociální stratifikace: Problém, vybrané teorie a výzkum
Učebnice poskytující základní informace o sociálním rozvrstvení společnosti. Pojednává o sociální struktuře, nerovnostech a stratifikaci, a o základních teoriích zabývajících se těmito pojmy. Šanderová zde také předkládá metody empirického výzkumu stratifikace.

### Sociální konstrukce nerovností pod kvalitativní lupou
Šanderová společně s dalšími autory předkládá v této monografii výsledky tří teoreticko-metodologicky propojených výzkumů sociálních nerovností. Výzkumy se teoreticky opírají o nové trendy obecně charakterizované jako tzv. kulturní obrat ve studiu nerovností. Metodologicky navazují na kvalitativní přístupy ke zkoumání sociálních nerovností, vycházející z konstruktivismu. Publikace může sloužit jako metodologická příručka s ukázkami využití kvalitativních metod a technik ve zkoumání praktických problémů, čímž může být užitečná studentům sociologie, kulturní a sociální antropologie i veřejné a sociální politiky a práce, jakož i jejich pedagogům.

### Výběr z publikací
- ŠANDEROVÁ, Jadwiga. Sociální stratifikace : problém, vybrané teorie, výzkum.. 1 vyd. Praha: Karolinum, 2004. 176 s. ISBN 80-246-0025-0
- ŠANDEROVÁ, Jadwiga. Jak číst a psát odborný text ve společenských vědách. 1 vyd. Praha: Sociologické nakladatelství, 2005. Studijní texty; sv. 34. 209 s. ISBN 80-86429-40-7
- ŠANDEROVÁ, Jadwiga - ŠMÍDOVÁ, Olga. Eds. Sociální konstrukce nerovností pod kvalitativní lupou. 1 vyd. Praha: Sociologické nakladatelství, 2009, Knižnice Sociologické aktuality, sv. 19, s. 7-21. ISBN 978-80-7419-015-5
- ŠANDEROVÁ, Jadwiga. Praktiky nespravedlnosti uznání : perspektivní dualismus a morální monismus z pohledu sociologa. Pražské sociálně vědní studie. Praha, 2007. ISSN 1801-5999
- ŠANDEROVÁ, Jadwiga. Hlavní proudy teorie a výzkumu sociálních nerovností. In: Soudobá sociologie. II, (Teorie sociálního jednání a struktury). 1 vyd. Praha: Karolinum, 2008, Učební texty Univerzity Karlovy v Praze, 12, s. 277-308. ISBN 978-80-246-1413-7
- ŠANDEROVÁ, Jadwiga. Interpretativní pojetí a kvalitativní výzkum sociálních nerovností. In: Sociální distance, interakce, relace a kategorizace : alternativní teoretické perspektivy studia sociání stratifikace. Praha: Sociologický ústav AV ČR, 2009, 1., ISBN 978-80-7330-146-0[2]